# Achaemenes robinsoni
Achaemenes robinsoni är en insektsart som beskrevs av Synave 1965. Achaemenes robinsoni ingår i släktet Achaemenes och familjen kilstritar. Inga underarter finns listade i Catalogue of Life.